# Linea Verde (Israele)

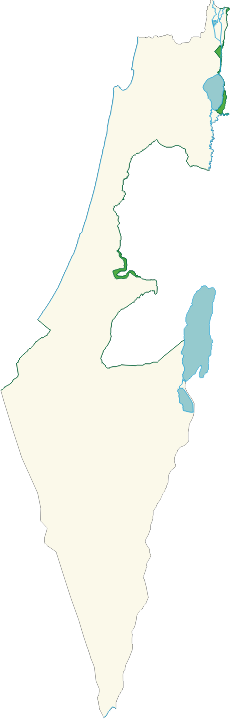
La Linea Verde israeliana nel 1949 (segnata in verde scuro) e le zone demilitarizzate (segnate in verde chiaro).

La Linea Verde, nota anche come confine (pre)-1967 o confine dell'accordo di armistizio del 1949 è la linea di demarcazione stabilita negli accordi d'armistizio arabo-israeliani del 1949 fra Israele ed alcuni fra i Paesi arabi confinanti (Siria, Giordania, Libano ed Egitto) alla fine della guerra arabo-israeliana del 1948-1949. Ha servito come un confine de facto dello Stato di Israele dal 1949 fino alla guerra dei sei giorni del 1967.
L'espressione "Linea Verde" è una denominazione colloquiale che trae la sua origine dalla matita di colore verde usata per disegnare sulla mappa la linea di separazione delle forze stabilita nei negoziati che culminarono nell'armistizio arabo-israeliano del 1949. Quando questa linea fu oltrepassata dalle forze israeliane (IDF) nella guerra dei sei giorni del 1967, cominciò ad essere conosciuta come "confine pre-1967" o "confine del 1967" per far riferimento allo status quo anteriore a tale guerra. Perfino il Consiglio di sicurezza delle Nazioni Unite nella risoluzione 2334 utilizza la denominazione "confini del 1967".
(Risoluzione 2334 del Consiglio di sicurezza delle Nazioni Unite)
La linea cui fa riferimento non costituisce un confine in senso stretto o de iure, ma si riferisce soltanto alla situazione esistente de facto fino al 1967.